# Dob Russkin
Dob Russkin war eine deutsche Popband.

## Wirken
Sie bestand aus der Kölner Sängerin und Texterin Susanne Dobrusskin (unter dem Künstlernamen Su Cajou) und dem Komponisten und Produzenten Thomas Bettermann. 1993 veröffentlichte Dob Russkin mit Charm Away ihr erstes Album, 1995 folgte das Album Muse. Ein Single-Erfolg gelang ihnen mit dem Song The Fox.

## Diskografie

### Alben
- 1993: Charm Away (WEA Records)
- 1995: Muse (WEA Records)

### EPs
- 1993: Funny Games (WEA Records)

### Singles
- 1993: The Fox (WEA Records)
- 1994: Heart of Hearts (WEA Records)
- 1995: Time After Time (WEA Records)
- 1995: Muse (Never Never Never) (WEA Records)